# Vít Samek
Vít Samek (* 1982) je český zdravotnický záchranář a publicista. Řadu let působil jako záchranář u Zdravotnické záchranné služby hl. m. Prahy. Stal se známým veřejnou kritikou poměrů v Záchranné službě, od nákupu nebezpečných sanitních vozů až po neexistenci sankcí za zneužívání záchranné služby a zbytečných výjezdů k banalitám.
Po odchodu ze záchranné služby se věnuje psaní. Píše články o první pomoci a o lidech ve zdravotnictví pro časopis Heroine.cz. Na Facebooku publikuje se svou sestrou Alžbětou Samkovou, porodní asistentkou a autorkou knihy Vulvou porodní asistentky, blog s názvem Bulbem záchranáře a vulvou porodní asistentky. V roce 2020 publikoval knihu Bulbem záchranáře: Jak zachránit život a stát se superhrdinou.
Kromě svých publikačních aktivit plánuje vlastní kurzy první pomoci. Vystupuje také v reality-show Na vlastní otvor internetové televize Mall.TV, ve které na vlastní osobě absolvuje různá lékařská vyšetření.
Po začátku Ruské invaze do Ukrajiny založil projekt Operace Kyseláč, v rámci něhož pravidelně vozí do Ukrajiny humanitární pomoc.